# Wahlenbergia glandulifera
Wahlenbergia glandulifera är en klockväxtart som beskrevs av Wilhelm Georg Baptist Alexander von Brehmer. Wahlenbergia glandulifera ingår i släktet Wahlenbergia och familjen klockväxter.
Artens utbredningsområde är KwaZulu-Natal. Inga underarter finns listade i Catalogue of Life.